# Земан, Бертольд Карл
Берто́льд Карл Зе́ман (нем. Berthold Carl Seemann, 28 февраля 1825, Ганновер — 10 октября 1871, Никарагуа) — немецкий ботаник и путешественник.
В 1847—1851 участвовал, наряду с натуралистами Генри Келлеттом, Эдвардом Форбсом, Томасом Эдмондстоном и Джоном Гудридджем, в экспедиции Генри Денхама на гидрографическом судне «Геральд», посетив Центральную Америку, Перу и западную Мексику.
В 1860 исследовал острова Фиджи.
В 1864—1866 объездил Венесуэлу и Никарагуа.
С 1853 Земан издавал в Ганновере ботаническую газету «Bonplandia», а с 1864 в Лондоне — «Journal of British and foreign botany».

## Главные печатные труды
- «Narrative of the voyage of Herald» (Лондон, 1852)
- «Popular history of the palms» (Лондон, 1855)
- «The history of the Isthmus of Panama» (2 издание, Панама, 1867)
- «Hannöversche Sitten und Gebräuche in ihren Beziehungen zur Pflanzenwelt» (Лейпциг, 1862)